# Garrett Brown
Garrett Brown (6 april 1942) is een Amerikaans cameraregisseur. Zijn camerawerk is te zien in meer dan 70 films. Hij is vooral bekend geworden als uitvinder van de steadicam, waarmee een cameraman uit de hand zonder schokken lopend kan filmen.
De steadicam werd voor het eerst gebruikt in de film Bound for Glory (1976), die een Academy Award kreeg voor Best Cinematography. Vervolgens werd de steadicam gebruikt in onder andere Rocky (1976), The Shining (1980) en Return of the Jedi (1983). Voor die laatste film liep Brown door een Redwood-bos, waarbij hij met 1 frame per seconde opnamen maakte voor de scène met de speeder bikes om zodoende een hoge snelheid te simuleren. 
Brown vond ook de SkyCam (om Americanfootballwedstrijden te filmen), de DiveCam (om olympische duikers te filmen) en de MobyCam (een onderwatercamera om olympische zwemmers te volgen) uit.
Hij is de vader van de cameraregisseur Jonathan Brown. Hij won een Oscar en een Emmy Award voor zijn uitvinding van de steadicam.
- Bibliothèque nationale de France: cb169477031 (data)
- Gemeinsame Normdatei: 1293204641
- International Standard Name Identifier: 0000 0000 3093 5027
- Library of Congress Control Number: n88028206
- Nationale Bibliotheek van Israël: 987007364901005171
- Virtual International Authority File: 33538286
- WorldCat: E39PBJdmff9dvC4GHg9DGQtBT3